# Pusiano
Pusiano – miejscowość i gmina we Włoszech, w regionie Lombardia, w prowincji Como.
Według danych na rok 2004 gminę zamieszkuje 1166 osób, 388,7 os./km².